# Distretto di Siófok
Il distretto di Siófok (in ungherese Siófoki járás) è un distretto dell'Ungheria, situato nella provincia di Somogy.